# لی وای لون
لی وای لون (انگلیسی: Lee Wai Lun؛ زادهٔ ۷ مارس ۱۹۸۱) بازیکن فوتبال اهل هنگ کنگ بود.
از باشگاه‌هایی که در آن بازی کرده است می‌توان به باشگاه ورزشی کیتچی، باشگاه چین جنوبی، و باشگاه فوتبال هنگ کنگ پگاسوس اشاره کرد.
وی همچنین در تیم ملی فوتبال هنگ کنگ بازی کرده است.